# 短嘴地鹃
短嘴地鹃（学名：Taccocua leschenaultii）是杜鹃科短嘴地鹃属下的唯一物种。与大多数杜鹃科物种不同，它们及其它的地鹃不是巢寄生的。该物种分布于印度次大陆的干燥灌木林和开阔的林地生境。